# Edward O'Neill
Edward O'Neill foi um ator britânico da era do cinema mudo.

## Filmografia selecionada
- Justice (1917)
- The Manxman (1917)
- A Fortune at Stake (1918)
- Darby and Joan (1919)
- The Mirage (1920)
- The Barton Mystery (1920)
- General John Regan (1921)
- Guy Fawkes (1923)
- Don Quixote (1923)
- Not for Sale (1924)
- A Romance of Mayfair (1925)
- Sahara Love (1926)
- The Flight Commander (1927)
- Dawn (1928)
- A Daughter in Revolt (1928)
- Chick (1928)
- Lily of Killarney (1929)
- Alf's Carpet (1929)
- The Bondman (1929)